# Jules Béland
Jules Béland (nascido em 31 de março de 1948) é um ex-ciclista canadense que competia em provas de estrada.
Ele competiu na estrada individual e 100 km contrarrelógio por equipes, provas que foram realizadas nos Jogos Olímpicos de 1968, na capital mexicana.